# CCDC140
CCDC140 (англ. Coiled-coil domain containing 140) – білок, який кодується однойменним геном, розташованим у людей на 2-й хромосомі. Довжина поліпептидного ланцюга білка становить 163 амінокислот, а молекулярна маса — 18 252.
| 10         |  | 20         |  | 30         |  | 40         |  | 50         |
| ---------- |  | ---------- |  | ---------- |  | ---------- |  | ---------- |
| MGDECSNPDL |  | LAEPGSSPPW |  | DHGNQRQEAA |  | NESNTRVPRV |  | LKAHLGPETA |
| QPTKRSKRNR |  | WRRQSCQGPS |  | PARSGQFLGS |  | ADLGLQRGVL |  | KSAARTCLSE |
| ISNSTRASPE |  | SAQSTDPGRA |  | ARPRTRTLPT |  | PHSFKIGEEA |  | EEMKKKKERK |
| RRKERKKERN |  | FKK        |  |            |  |            |  |            |

A: Аланін

C: Цистеїн

D: Аспарагінова кислота

E: Глутамінова кислота

F: Фенілаланін

G: Гліцин

H: Гістидин

I: Ізолейцин

K: Лізин

L: Лейцин

M: Метіонін

N: Аспарагін

P: Пролін

Q: Глутамін

R: Аргінін

S: Серин

T: Треонін

V: Валін